# シャノン・ウォーカー
シャノン・ウォーカー（Shannon Walker、1965年6月4日-）はテキサス州ヒューストン出身のアメリカ合衆国の科学者、アメリカ航空宇宙局の宇宙飛行士である。夫はオーストラリア出身の宇宙飛行士であるアンディ・トーマスである。自家用飛行機オーナー・パイロット協会と女性パイロットのための組織であるNinety-Ninesに所属している。趣味は料理、サッカー、ランニング、ウエイトトレーニング、飛行、キャンプ、旅行等である。

## 教育
ウォーカーは1983年にヒューストンのウエストベリー高校を卒業し、1987年にライス大学で物理学の学士号を取得した。また1992年、1993年にライス大学で宇宙物理学の修士号、博士号を取得した。

## NASAでのキャリア
ウォーカーは1987年にスペースシャトルの飛行制御員としてジョンソン宇宙センターで働き始めた。彼女はSTS-27、STS-32、STS-51、STS-56、STS-60、STS-61、STS-66等スペースシャトルの多くの飛行に携わった。1990年から1993年まで、ウォーカーはジョンソン宇宙センターを一時休職し、大学院に通って太陽風が金星の大気に与える影響について研究した。1995年、彼女はジョンソン宇宙センターに戻り、国際宇宙ステーションのプログラムに携わり、ハードウェアの設計や建設に携わった。1998年、彼女はISSの軌道上の問題を解決するミッション評価室のマネージャーになった。1999年、ウォーカーはモスクワに異動し、ロシア連邦宇宙局で働いた。2000年にヒューストンに戻り、ミッション評価室の技術リーダー及び軌道技術室の副マネージャーになった。最近では、宇宙飛行士の候補になる前に、軌道技術室のマネージャーになった。
ウォーカーは2004年5月にNASAの宇宙飛行士の候補に選出され、2006年2月に訓練を終え、ミッションスペシャリストとして将来の飛行への技術の割当てを行うようになった。
ウォーカーは現在は第22次長期滞在のバックアップの機長を務めており、第25次長期滞在ではフライトエンジニアとしてISSに滞在する予定である。